# Enter Tragedy
Enter Tragedy ist eine Dark-Rock- und Dark-Metal-Band aus Guben.

## Geschichte
Enter Tragedy wurde 2011 von Tommy Fischer, Antje Tommack, Maik Nicklaus, Sebastian Giemsch, Sebastian Schmidt und Robert Dylong gegründet. Bereits nach einem Jahr variierte die Gruppe ihre Besetzung. Im September 2012 erschien mit der EP Wrong Side of Life eine erste Veröffentlichung im Selbstverlag. Im Jahre 2014 wurde mit Sound of the Fallen ebenfalls im Selbstverlag ein erstes Album veröffentlicht. Beide frühen Veröffentlichungen verbuchten kaum Resonanz.
Ende Oktober 2015 erschien das zweite Album Anthropozän – Fragments of Life über Danse Macabre. Das Album wurde von der Musikpresse sowohl positiv wie negativ besprochen. Während die Texte meist gelobt wurden, galt die Kritik besonders der Musik.

## Stil
Enter Tragedy werden in Besprechungen dem Dark Rock und Dark Metal zugeordnet. Mitunter werden Einflüsse aus weiteren Musikstilen wie Metal und Neue Deutsche Härte angeführt.
Die Texte handeln in englischer und deutscher Sprache von „pessimistisch durchdrungenen Themen“. Die Musik arrangiere „[a]tmosphärische Keyboards, eingängige teils punkige Rhythmen und harsche Gitarrenriffs“ um einen klaren Gesangsstil, der mit dem bei Interpreten wie Zeraphine und Letzte Instanz präsentiertem Stil zu vergleichen sei. Dieser stünde indes im Wechsel mit gutturalem Growling.

## Diskografie
- 2012: Wrong Side of Life (EP)
- 2014: Sound of the Fallen (Album)
- 2015: Anthropozän - Fragments of Life (Album, Danse Macabre)
- 2020: Canossa (Album, Danse Macabre)
- 2022: Hiobs Tränen (EP, Danse Macabre)
- 2023: Hirten ohne Herde (EP, Danse Macabre)
- 2024: Trinitas (Album, Independent)